# Booker T. Washington

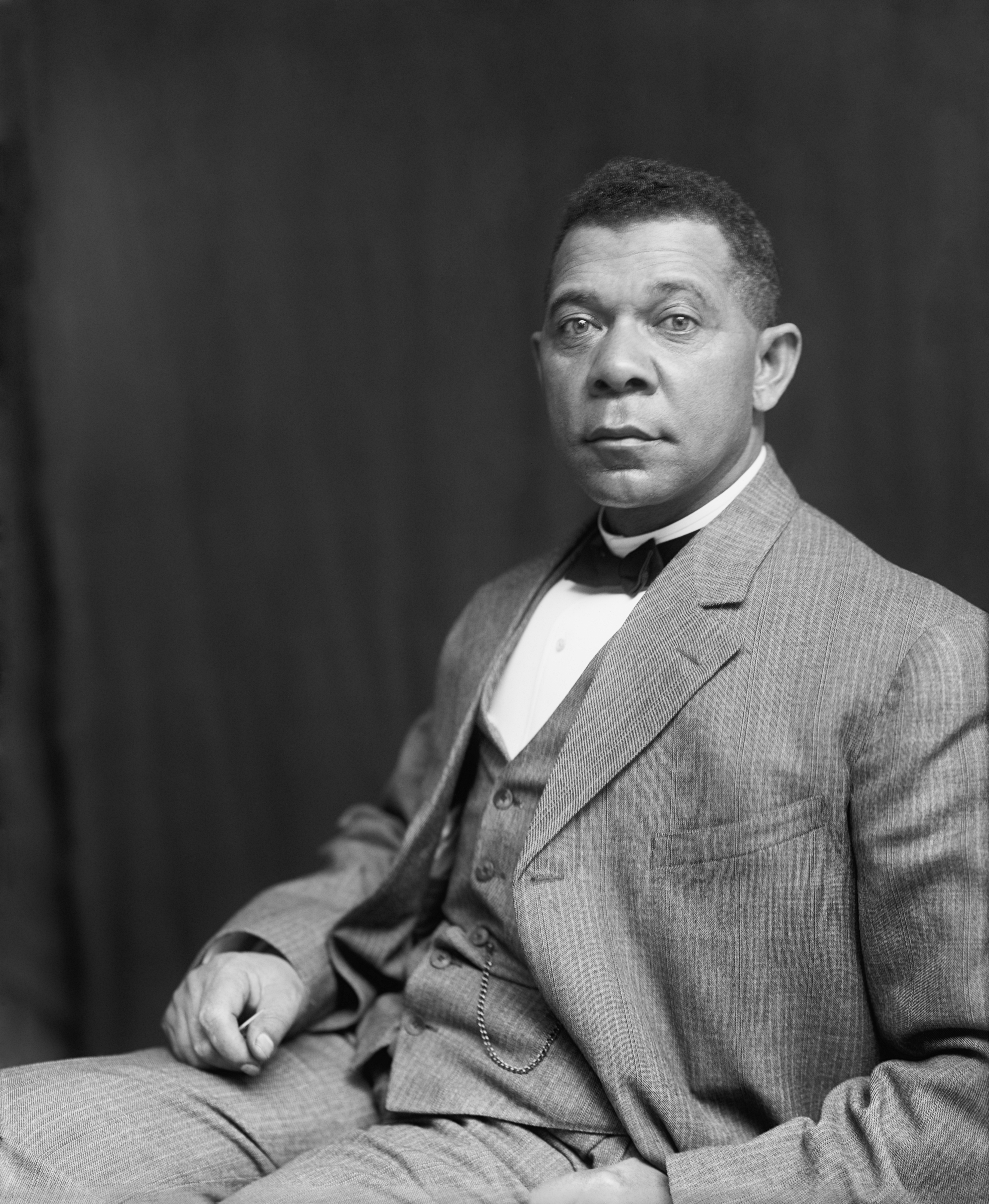
Booker T. Washington (1895)

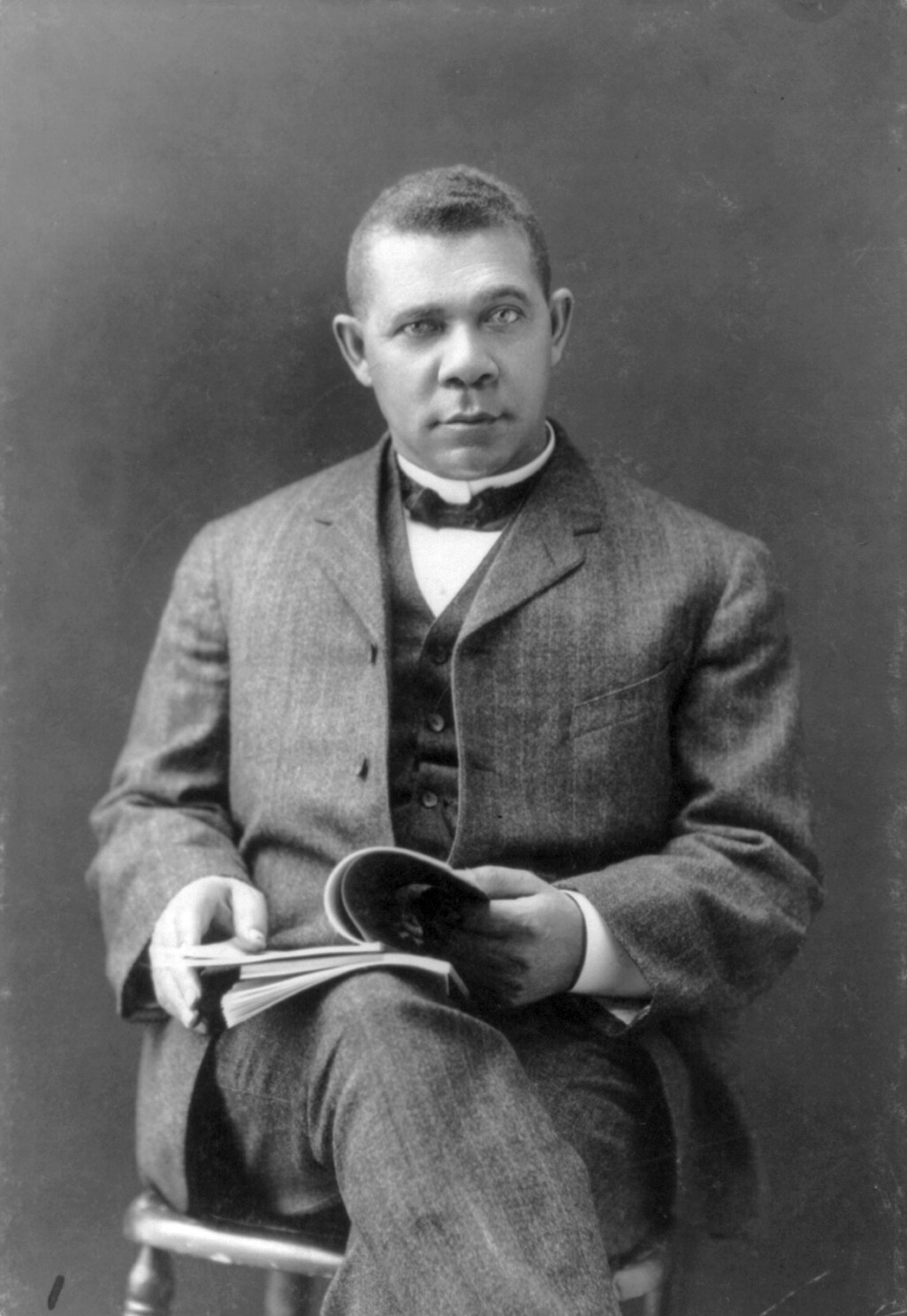
Booker T. Washington (1903)

Booker Taliaferro Washington (* 5. April 1856 auf der Burroughs Farm, Hale’s Ford, Franklin County, Virginia; † 14. November 1915 in Tuskegee, Alabama) war ein US-amerikanischer Pädagoge, Sozialreformer und Bürgerrechtler.

## Leben und Wirken

### Ausbildung und Lehre
Als Sklave auf einer Plantage geboren, zog er mit seiner Familie nach dem Amerikanischen Bürgerkrieg und der Sklavenbefreiung nach Malden in West Virginia, wo Washington zeitweise im Bergbau tätig war und auch eine Schule besuchte. Von 1872 bis 1875 besuchte er das Hampton Normal and Agricultural Institute, wo er eine Arbeitsstelle bekam und dadurch die Schulgebühren finanzieren konnte, und unterrichtete danach zwei Jahre selbst in Malden, woraufhin er schließlich ein Studium am Wayland Seminary in Washington, D.C. begann. Ab 1879 baute er eine Abendschule auf, an der er sich unter anderem für die Ausbildung von Indianern einsetzte.
1881 wurde Washington auf Vorschlag von Samuel Chapman Armstrong, dem Gründer und Leiter des Hampton Institute und Mentor von Washington, als Leiter einer neu gegründeten Schule für Schwarze in Tuskegee im Bundesstaat Alabama berufen. Mit einer für die Bezahlung der Lehrer vorgesehenen Mittelzuweisung von lediglich $2.000 jährlich gelang es ihm, das von Chapman entworfene Modell zu duplizieren und eine landesweit anerkannte Bildungsanstalt zu schaffen, in der er handwerkliche und landwirtschaftliche Kenntnisse vermittelte. Im Laufe der Jahre konnte man am Tuskegee Institute eine Ausbildung in den folgenden Berufen erlangen: Eisengießer, Elektriker, Maler, Klempner, Tischler, Schmied, Korbflechter, Maurer, Wagner und viele andere. Zudem gründete er die National Negro Business League, die sich für den beruflichen Aufstieg der schwarzen Bürger einsetzte. Im Jahre seines Todes (1915) bestand Tuskegee Institute aus 123 Gebäuden auf 930 Hektar Land und besaß Maschinen im Wert von über einer Million Dollar.
Für Washington war es immer eindeutig, dass echte Bildung nicht nur aus Büchern stammen konnte und mehr als stures Auswendiglernen bedeutete. Ein gebildeter Mensch war für ihn jemand, der die Fähigkeit besaß, Probleme zu lösen, der diszipliniert arbeitete,  einen moralischen Lebenswandel führte und sich der Gesellschaft gegenüber verpflichtet fühlte, da Charakterentwicklung und Selbstfindung nur durch Teilnahme an gemeinnützigen Tätigkeiten möglich seien. Alle Schüler des Tuskegee Institute mussten zusätzlich zu ihrem berufspraktischen und theoretischen Unterricht körperliche Arbeit verrichten, die ihnen Respekt für ehrliche Arbeit und Selbstdisziplin einflößen sollte. Das gesamte Umfeld der Schüler, sowohl innerhalb als auch außerhalb der Schule, müsse so gestaltet sein, dass Schüler immer die Gelegenheit zum Lernen hätten. Mit dieser Einstellung zählte Washington zu den Vorreitern einer modernen Berufspädagogik.

### Position zur Rassenproblematik und DuBois-Debatte

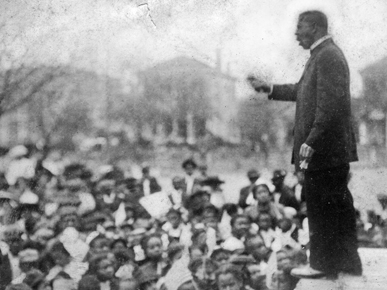
Booker T. Washington bei seiner Rede zur Atlanta Cotton States and International Exposition

Washington vertrat hinsichtlich der Rassenproblematik die Position eines langsamen Fortschrittes. In seiner berühmten „Atlanta-Compromise-Rede“ von 1895 legte er seine Grundpositionen dar, nach denen es für Schwarze angesichts der weißen Machtstellung im Süden der USA vorteilhaft sei, in friedlicher und untergeordneter Koexistenz mit Weißen zu leben. Er forderte zwar Gleichberechtigung, vertrat aber auch die Meinung, die Schwarzen müssten für den Moment ihre soziale Stellung akzeptieren und die Forderungen nach sozialer Gleichheit einstellen. Sie sollten ihren Status nur durch Bildung und wirtschaftliche Betätigung verbessern, um ihn dadurch mit der Zeit dem der Weißen anzugleichen. Washington war der Überzeugung, dass eine Ausbildung in technischen Berufen auf lange Sicht zu wirtschaftlicher Unabhängigkeit führen werde. Solche Kenntnisse seien in der Industrie sehr gefragt und würden den Schwarzen helfen, sich besser in die Gesellschaft einzufügen. Durch seine Bildungsarbeit erhielt Washington große Anerkennung in der schwarzen Gemeinschaft und war mit dieser Einstellung auch für viele Weiße akzeptabel. Er etablierte sich als einer der bedeutendsten Sprecher der Schwarzen seiner Zeit. Das Weiße Haus sah seine Ideen sogar als Leitlinien für die gesellschaftliche und wirtschaftliche Entwicklung der Schwarzen an – Präsident Theodore Roosevelt empfing Washington als ersten Afroamerikaner zu einem offiziellen Treffen im Weißen Haus.
Militantere Schwarzenführer dagegen, wie W.E.B. Du Bois, lehnten seine Haltung als zu konziliant ab. Für DuBois war ein sofortiges Erlangen aller Zivilrechte der Grundstein für die Emanzipation der Schwarzen. Er respektierte Washington zwar, erklärte jedoch, dass der Vorschlag, sich zunächst auf berufliche Bildung zu konzentrieren, für die Schwarzen den Sturz in einen permanenten Status als soziale und wirtschaftliche Unterklasse bedeute und ihnen gleichzeitig den Weg zu politischem Einfluss abschneide. Soziale Emanzipation war für ihn mit der Entwicklung von persönlichen und kulturellen Wertvorstellungen verbunden. Geistige statt körperliche Entwicklung würde dazu führen, dass Schwarze letzten Endes ein echtes Mitspracherecht in der Gesellschaft der Vereinigten Staaten bekämen (siehe auch: Niagara Movement). Diese Debatten zwischen Washington und DuBois, die teils in Zeitungen, teils am Rednerpult stattfanden, haben einen tiefgreifenden Einfluss auf die Berufsbildung in den USA genommen.

## Ehrungen

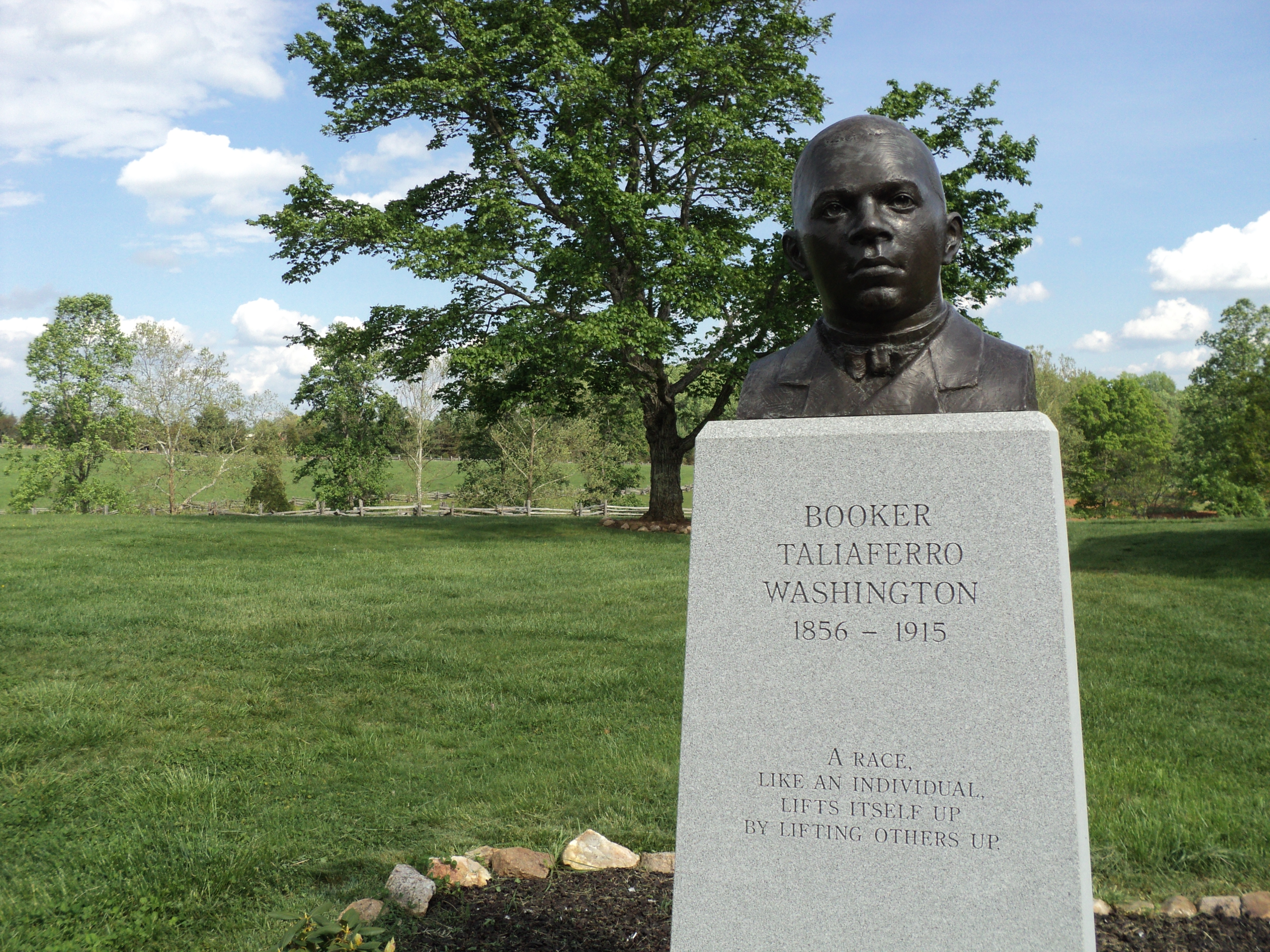
Booker T. Washington National Monument, Virginia

Harvard verlieh Booker T. Washington 1896 einen Ehrenmaster, Dartmouth 1901 die Ehrendoktorwürde; im Jahr 1904 wurde er als Ehrenmitglied in die Phi Beta Kappa aufgenommen.
Washington war ein aktives Mitglied und Redner der  Prince Hall Freimaurerei.
1940 wurde Washington als erster Afroamerikaner auf einer Briefmarke des US Postal Service abgebildet. 1945 wurde er in die New Yorker Hall of Fame for Great Americans aufgenommen. Im April 1956 wurde ein Teil der Plantage, auf der Booker T. Washington als Sklave zur Welt gekommen war, zum National Monument, im April 1966 das Tuskegee Institute zur National Historic Landmark.
Das US-Schatzamt gab Halbdollarmünzen mit dem Porträt von Booker T. Washington heraus: 18 Münztypen von 1946 fortlaufend bis 1951 mit dem Porträt von Booker T. Washington in der Gesamtauflage von 3.091.205 Stück. Von 1951 fortlaufend bis 1954 kamen weitere 12 Münztypen mit den Porträts von Booker T. Washington und George Washington Carver mit einer Gesamtauflage von 2.422.392 Stück heraus, auf denen auf der Vorderseite das Doppelporträt, auf der Rückseite eine USA-Landkarte zu sehen waren.
Mehrere Schulen und Highschools sind nach ihm benannt, darunter die Booker T. Washington Middle School in Baltimore.
Der Mount Booker in den North Cascades im US-Bundesstaat Washington wurde ihm zu Ehren benannt.

## Werke
- The Future of the American Negro (1899)
- Up from Slavery, 1901, in deutscher Übersetzung von Estelle Du Bois-Reymond unter dem Titel Vom Sklaven empor. Eine Selbstbiographie erschienen
- Life of Frederick Douglass (1907)
- The Story of the Negro (1909)
- My Larger Education (1911).
- Charakterbildung. Sonntags-Ansprachen an die Zöglinge der Normal- und Gewerbeschule von Tuskegee. Berlin 1910.